# Castillo de Alandroal
El castillo de Alandroal, en Alentejo, se levanta en el pueblo de Alandroal, parroquia de  Nossa Senhora da Conceição, distrito de Évora, en Portugal.

## Historia

### Antecedentes
No hay información sobre la primitiva ocupación humana del sitio.

### El castillo medieval
Erigida bajo el reinado de  Don Dinis (1279-1325), según la inscripción epigráfica de una de las puertas, su primera piedra fue colocada el 6 de febrero de 1294 por D. Lourenço Afonso, Maestro de la Orden de Avis. Una segunda inscripción, en la elevación oeste de la horre del homenaje, hoy integrada en la Sala del Tesoro de la Iglesia Parroquial, informa la conclusión de su construcción, el 24 de febrero de 1298, siendo Maestro de la Orden, el mismo D. Lourenço Afonso. Una tercera inscripción, en la torre a la derecha de la puerta principal, fechada entre 1294 y 1298, hace referencia al nombre de su constructor, que se identificó sólo como «Yo, Moro Galvo».
El Alandroal fue elevado a la condición de pueblo por carta de 1486, otorgada por  D. Juan II(1481-1495). En esta calidad, durante el reinado de su sobrino y sucesor, D. Manuel I (1495-1521), la ciudad y su castillo son representados por Duarte de Armas (Libro de las Fortalezas, c. 1509).

### Desde elsigloXVIIhasta nuestros días
En 1606, la mayoría de los edificios dentro de la muralla estaban en ruinas. En el siglo XVIII, el conjunto perdió su barbacana, demolida para dar paso, dentro de las murallas, a los edificios del  Paços do Concelho y la Cadeia  del Distrito.
Considerado Monumento Nacional por Decreto de 16 de junio de 1910, sólo en el decenio de 1940 se llevaron a cabo obras de consolidación y restauración, principalmente la reconstrucción de algunas secciones de los muros y el desbloqueo de la estructura de numerosas casas que, a lo largo de los siglos, se habían unido a las murallas.

## Características
En estilo gótico, el castillo tiene una planta  ovalada, en la que hay un pequeño barrio intramuros, reforzada por tres torres de planta cuadrada en los ángulos, y una maciza mazmorra adosada a la muralla. La puerta principal (Porta Legal) está flanqueada por dos torres cuadrangulares, ligeramente avanzadas, para permitir el disparo vertical sobre la entrada, conectadas por una cortina y coronadas por almenas en forma de pirámide.
La Torre del homenaje, de planta cuadrada, está dividida internamente en tres pisos. El acceso a su interior está actualmente restablecido. En el siglo XIII, la Iglesia de Nuestra Señora de Gracia fue añadida a esta torre, que fue alterada más tarde y ahora tiene rasgos  renacentistas, particularmente evidentes en la bóveda artesanal. En 1744, la terraza de la iglesia fue usada para construir la Torre del Reloj.
El castillo, en su posición dominante, se asociaba a un urbanismo muy sencillo, con una única carretera, la Rua do Castelo, en dirección este-oeste, flanqueada por dos puertas. La principal, llamada Porta Legal, al este, por la que se accede al patio de la iglesia, consiste en un arco gótico con un corredor, flanqueado por dos torres cuadrangulares conectadas por un muro cortina y rematado por almenas en forma de pirámide. De aquí parte la única calle que atraviesa el pueblo y termina en la llamada Porta do Arrabalde, al oeste, con aspilleras y también flanqueada por una torre, donde en su pie derecho, en el exterior, se grabó el «vara», medida estándar de la época, para controlar las medidas utilizadas en el comercio local.
Los eruditos también señalan, como señas de identidad de la formación  cultural islámica de su constructor, además de la epigrafía mencionada anteriormente, una ventana en forma de herradura en una de las torres y las similitudes entre el sistema de torres de este castillo y las murallas almohades de Sevilla.